# Maison du 71 rue de Saint-André à Fleury-sur-Orne
La maison du 71 rue de Saint-André est un édifice situé à Fleury-sur-Orne, dans le département français du Calvados, en France. Ce bâtiment est inscrit au titre des monuments historiques.

## Localisation
L'édifice est situé au no 71 de la rue de Saint-André et au no 2 rue de la Vieille-Église. Il est situé dans la partie basse de l'ancien village de Basse-Allemagne, dans la vallée de l'Orne, sur le chemin menant à Saint-André-sur-Orne. Il est situé à moins de 300 m de l'église Notre-Dame de Basse-Allemagne.

## Historique
La maison est datée de 1717.
La propriété est restaurée à la fin du XXe siècle.
Le logis, les façades et les toitures des pavillons d'entrée sur rue, l'assiette des sols de la parcelle sont inscrits au titre des monuments historiques depuis le 11 septembre 2009.

## Architecture
La maison a la particularité de reprendre un type d'édifice urbain entre cour et . Elle est bâtie en pierre de Caen.
Le logis possède un fronton.